# Fibrodisplasia osificante progresiva
La fibrodisplasia osificante progresiva (FOP), a veces denominada enfermedad de Münchmeyer, es una enfermedad hereditaria autosómica dominante, que provoca una osificación progresiva de los músculos esqueléticos, fascias, tendones y ligamentos. Es decir, algunos tejidos del organismo, como músculos o tendones, se osifican y se convierten en hueso.

## Historia
Desde el siglo XIX ha habido referencias esporádicas en la literatura médica describiendo a pacientes que, aparentemente, "se volvieron como piedra". Es posible que algunos de estos casos pueda haber sido atribuible a la FOP.
Quizá el caso más conocido de FOP en tiempos modernos sea el de Harry Raymond Eastlack, nacido en Filadelfia, Pensilvania en noviembre de 1933. Su condición comenzó a desarrollarse a la edad de diez años y para la época de su muerte por una neumonía en noviembre de 1973 (seis días antes de su cuadragésimo cumpleaños) su cuerpo se había osificado por completo y sólo podía mover sus labios.
Lo que hace al caso de Eastlack particularmente notable es que antes de su muerte hizo conocer su intención de donar su cuerpo a la ciencia, con la esperanza de que su muerte pudiera ayudar a encontrar una cura a esta poco entendida enfermedad. Como era su deseo, su esqueleto preservado ahora reside en el museo Mütter, en la Facultad de Medicina de Filadelfia y fue una importante fuente de información para el estudio de esta enfermedad.
Münchmeyer describe la enfermedad en 1969, aunque la primera mención del cuadro patológico fue hecha por Guy Patin en 1692.

## Epidemiología
Afecta, según algunos estudios, a unas 3300 personas aproximadamente en todo el mundo. Es, por tanto, una enfermedad rara.

## Etiología

La Fibrodisplasia osificante progresiva se transmite con un patrón autosómico dominante

Es una enfermedad genética, originada en un gen defectuoso que es transmitido por uno o ambos padres, siendo suficiente que uno de ellos lo haga. La causa se halla en la activación de un gen (el ACVR1) mutado, que provoca la formación de tejido cartilaginoso o tejido óseo en las zonas en las que se encuentra.

## Fisiopatología
Estas formaciones óseas se producen por brotes desde la infancia. Tras la inflamación de los tejidos blandos en cuestión (músculos, tendones o ligamentos), estos se convierten en hueso, lo que poco a poco supone una pérdida de movilidad de carácter progresivo.
Los primeros signos de la enfermedad se suelen dar en las zonas cercanas a la columna vertebral y posteriormente se van propagando hacia otras articulaciones y grupos musculares como los codos o las rodillas. El avance de la enfermedad es progresivo, según se desarrolla aparecen deformidades, discapacidades funcionales y perturbaciones conductuales. Por otro lado, tanto los músculos faciales como los músculos indispensables para las funciones vitales del organismo como la respiración, el diafragma, o el corazón para la circulación sanguínea, están característicamente fuera de peligro.

## Cuadro clínico
La fibrodisplasia es progresiva, ocasionando deformidades en la medida que avanza, hasta provocar incapacidad y trastornos de conducta. La pérdida de la movilidad es grave y puede inmovilizar completamente al paciente. La cuarta parte de los pacientes desarrolla sordera y calvicie.
Los síntomas comienzan a desencadenarse generalmente entre los tres y cinco años y la evolución de la enfermedad es impredecible, presentando períodos de latencia y de agravación. Existen algunos factores que perjudican el desarrollo de la enfermedad, como los traumatismos musculares, inyecciones intramusculares, intervenciones quirúrgicas, tratamientos odontológicos que requieran del uso de anestesia local, entre otros.

## Diagnóstico
Su diagnóstico se realiza mediante estudio clínico y radiológico, al no disponer de indicios en los análisis de laboratorio.

## Tratamiento
En la actualidad no hay tratamiento farmacológico o quirúrgico que sea eficaz contra esta enfermedad. Aunque se avanza en la mejora de calidad de vida de estos pacientes.